# Silomais
Il silomais è l'alimento zootecnico che si ottiene dalla trinciatura della pianta intera di Mais (Zea Mays variante Ceratina - Waxy Corn, che comprende forme caratterizzate dalla mutazione «waxy» (wx), che induce formazione di amido composto esclusivamente di amilopectina e per questo fatto apprezzato dall'industria dell'amido), nel momento in cui la spiga è allo stadio di maturazione cerosa. Questo avviene quando nella granella della spiga, la linea del latte (linea che contraddistingue il passaggio dalla frazione zuccherina alla frazione amilacea) giunge a metà-2/3 in favore della frazione amilacea; (più semplicemente quando il chicco è ancora abbastanza morbido da poterlo spezzare semplicemente con l'unghia.  La trinciatura si esegue direttamente in campo tramite un cantiere composto da una falciatrinciacaricatrice affiancata da rimorchi trainati da trattrici o da camion.
La massa così raccolta, viene trasportata all'interno di un silo-trincea, dove viene distribuita in strati orizzontali e compressa tramite pala o trattore e quindi sigillata con uno o più strati di film plastico che viene appesantito con materiali diversi (mattonelle, sabbia, ghiaia). Queste operazioni vengono nel complesso definite come “pratica di insilamento”. L'insilamento ha come obbiettivo di conservare grandi quantità di massa allo stato umido attraverso i processi di fermentazione-acidificazione in ambiente anaerobico; ambiente che viene ottenuto grazie all'eliminazione dell'aria tramite lo schiacciamento della massa con il trattore o pala e il successivo sigillamento descritti in precedenza.
Il mais, nelle sue diverse forme di utilizzo, costituisce una fonte di energia e di fibra indispensabili per l'alimentazione piuttosto concentrata a cui sono sottoposti i capi allevati nella zootecnia moderna. Il silomais è divenuto nel corso degli anni, il protagonista della razione alimentare dei bovini, sia nell'allevamento di vacche da latte ma anche nell'ingrasso del vitellone da carne. È la più importante componente foraggera della razione, fornendo l'energia sufficiente a mantenere dei buoni livelli di produzione ed una condizione corporea ottimale, ad un costo estremamente contenuto. Per le sue caratteristiche qualitative, per la vocazione colturale dell'area agricola in cui le aziende sono situate e per il prezzo vantaggioso rispetto ad altri foraggi, lo pongono come il principale componente della razione.
Per un favorevole rapporto valore energetico/costo è ormai l'ingrediente prevalente delle razioni per i bovini ad alta produzione raggiungendo spesso inclusioni del 40-50% della S.S della razione.
| Controllo di autorità | GND (DE) 4327931-4 |